# Iphierga macarista
Iphierga macarista är en fjärilsart som beskrevs av Turner 1917. Iphierga macarista ingår i släktet Iphierga och familjen säckspinnare. Inga underarter finns listade i Catalogue of Life.